# Kempiella
Kempiella is een geslacht van zangvogels uit de familie Petroicidae (Australische vliegenvangers). Dit geslacht is genoemd naar de Engelse zoöloog Stanley Wells Kemp (1882-1945).

## Soorten
Er zijn twee soorten:
- Kempiella flavovirescens  – Aroevliegenvanger
- Kempiella griseoceps  – Gele vliegenvanger